# الخط 7 بيس لمترو باريس
الخط 7 بيس لمترو باريس (بالفرنسية: Ligne 7 bis du métro de Paris) هو الخط الثامن من مجموعة خطوط مترو باريس الستة عشر. يقع في باريس في فرنسا. افتتح في 1967. يقع في شمال شرق العاصمة باريس، جله تقريبا في الدائرة التاسعة عشرة في باريس. يربط بين محطة لوي بلون ومحطة بريه سان جيرفيه. هو ثاني خط بعد الخط 3 بيس من حيث الطول وعدد المسافرين بأقل من 4 ملايين مسافر في 2003.

دخل الخط الخدمة في 1911 كفرع للخط 7. تم فصله في 1967 وأصبح خط مستقلا تحت اسم الخط 7 بيس.

## التاريخ

### التسلسل الزمني
- 18 يناير 1911: فتح الجزاء الرابط بين لوي بلون وبريه سان جيرفيه كجزء من الخط 7 في هيئة فرع له.
- 3 ديسمبر 1967: تم فصل الجزء الرابط بين المحطتين وجعله مستقلا.
- 1993ء1994: الخط هو الوحيد في الشبكة الذي يملك تسعة قطارات من نوع أم أف 88 وذلك لمدة سنة.

## التخطيط والمحطات

### قائمة المحطات
|                 | المحطة          | المحطة                 | البلدية            | الخطوط والشبكات المتصلة |
| --------------- | --------------- | ---------------------- | ------------------ | ----------------------- |
|                 | لوي بلون        | لوي بلون               | باريس (الدائرة 10) |                         |
| جوراس           | جوراس           | باريس (الدائرة 10 و19) |                    |                         |
| بوليفار         | بوليفار         | باريس (الدائرة 19)     |                    |                         |
| بوت شومون       | بوت شومون       | باريس (الدائرة 19)     |                    |                         |
| بوتزاريس        | بوتزاريس        | باريس (الدائرة 19)     |                    |                         |
| دانوب           | دانوب           | باريس (الدائرة 19)     |                    |                         |
| ساحة الاحتفالات | ساحة الاحتفالات | باريس (الدائرة 19)     |                    |                         |
| بريه سان جيرفيه | بريه سان جيرفيه | باريس (الدائرة 19)     |                    |                         |

## السياحة
يقع الخط 7 بيس في ضواحي باريس الملاصقة، ولذلك لا يمر بأماكن سياحية مشهورة ولكن يمر كذلك قرب قناة سان مارتان، منتزه بوت شومون وحي أمريكا.

## مقالات ذات صلة
- تطوير محطات مترو باريس
- قائمة محطات مترو باريس
- النقل العام في إيل دو فرانس
- باريس

## روابط خارجية
- الموقع الرسمي للهيئة الذاتية للنقل في باريس.